# Plezalci
Plezálci (znanstveno ime Piciformes) so red ptic, v katerega običajno uvrščamo malo več kot 450 vrst, razvrščenih 71 rodov. V Evropi in Sloveniji živi le družina žoln (Picidae).
Večina predstavnikov je žužkojedih. Skoraj vsi imajo razporeditev prstov na nogah podobno papigam, z dvema prstoma naprej in dvema nazaj, kar olajša plezanje po drevesnih deblih, kjer preživijo večino časa. Gnezdijo v duplih. Največji predstavnik je orjaški tukan, ki doseže 63 cm v dolžino in težo do 800 gramov.

## Klasifikacija
Red: PICIFORMES
- Neklasificirani (vsi fosili)
  - Piciformes gen. et sp. indet. IRScNB Av 65 (zgodnji oligocen v Boutersem, Belgija)
  - Piciformes gen. et sp. indet. SMF Av 429 (pozni oligocen v Herrlingen, Nemčija)
- Podred Galbuli
  - Družina Galbulidae – bleščavci (18 vrst)
  - Družina Bucconidae – leniči (okoli 38 vrst)
- Podred Pici
  - Nerazrešeni in  bazalni taksoni (vsi fosili)
    - Rod Rupelramphastoides (zgodnji oligocen v Frauenweiler, Nemčija)
    - Pici gen. et sp. indet. (srednji miocen v Grive-Saint-Alban, France)[1]
    - Družina Miopiconidae (fosil)
    - Družina Picavidae (fosil)

  - Infrared Ramphastides
    - Družina Megalaimidae – azijski bradači (približno 35 vrst)
    - Družina Lybiidae – afriški bradači (približno 43 vrst)
    - Družina Capitonidae – brkatci (približno 15 vrst)
    - Družina Semnornithidae – tukani bradači (2 vrsti)
    - Družina Ramphastidae – tukani (približno 43 vrst)

  - Infrared Picides
    - Družina Indicatoridae – medosledci (16 vrst)
    - Družina Picidae – detli, žolne in vijeglavke (približno 240 vrst)